# دومینیک باند-فلاسا
دومینیک باند-فلاسا (انگلیسی: Dominique Bond-Flasza؛ زادهٔ ۱۱ سپتامبر ۱۹۹۶) بازیکن فوتبال اهل جامائیکا است.
از باشگاه‌هایی که در آن بازی کرده‌است می‌توان به باشگاه فوتبال سیاتل ساندرز اشاره کرد.
وی همچنین در تیم ملی فوتبال زنان جامائیکا بازی کرده‌است.